# L'Hystérique aux cheveux d'or
Pour plus de détails, voir Fiche technique et Distribution.
L'Hystérique aux cheveux d'or (Ingrid sulla strada) est un drame policier italien réalisé par Brunello Rondi et sorti en 1973.

## Synopsis
La jeune Finlandaise Ingrid, après avoir été violée par son père, se rend en train à Rome. Rendue dans la capitale italienne, elle se lie d'amitié avec Claudia, une fille des rues protégée par Renato, un délinquant sadique à la tête d'une bande de voyous. Ingrid est amenée à se prostituer elle aussi.
Ingrid ne tarde pas à prendre conscience de l'ampleur de la corruption dans la capitale : après avoir subi de nouvelles violences de la part de Renato et de ses acolytes et avoir assisté à la mort tragique de Claudia, elle finit par se suicider.

## Fiche technique
- Titre français : L'Hystérique aux cheveux d'or ou La Fille aux cheveux d'or ou Macadam Jungle ou Ingrid, fille SS[1]
- Titre original : Ingrid sulla strada[2]
- Réalisation : Brunello Rondi
- Scenario :	Brunello Rondi
- Photographie :	Stelvio Massi
- Montage : Marcello Malvestito
- Musique : Carlo Savina
- Décors et costumes : Carlo Leva
- Production : Carlo Maietto (it), Pietro Mardi
- Société de production : Thousand Cinematografica
- Pays de production :  Italie
- Langue originale : Italien
- Format : Couleurs - 2,35:1 - Son mono - 35 mm
- Durée : 92 minutes
- Genre : drame policier
- Dates de sortie :
  - Italie : octobre 1973 (visa délivré le 11 octobre 1973[2])
  - France : frappé d'interdiction d'exploitation totale en 1976[3]

## Distribution
- Janet Ågren : Ingrid
- Franco Citti : Renato
- Francesca Romana Coluzzi : Claudia
- Bruno Corazzari : peintre
- Fred Robsahm : un sbire de la bande à Renato
- Luigi Antonio Guerra : un sbire de la bande à Renato
- Fulvio Mingozzi : le père d'Ingrid
- Alessandro Perrella : journaliste
- Luciano Rossi : le traître
- Enrico Maria Salerno : Urbano
- Marisa Traversi : Clotilde, la femme d'Urbano
- Rosario Borelli : la cliente d'Ingrid dans le train
- Franco Garofalo : un sbire de la bande à Renato
- Mauro Vestri : client d'Ingrid
- Tony Askin :